# CAM Pollicino

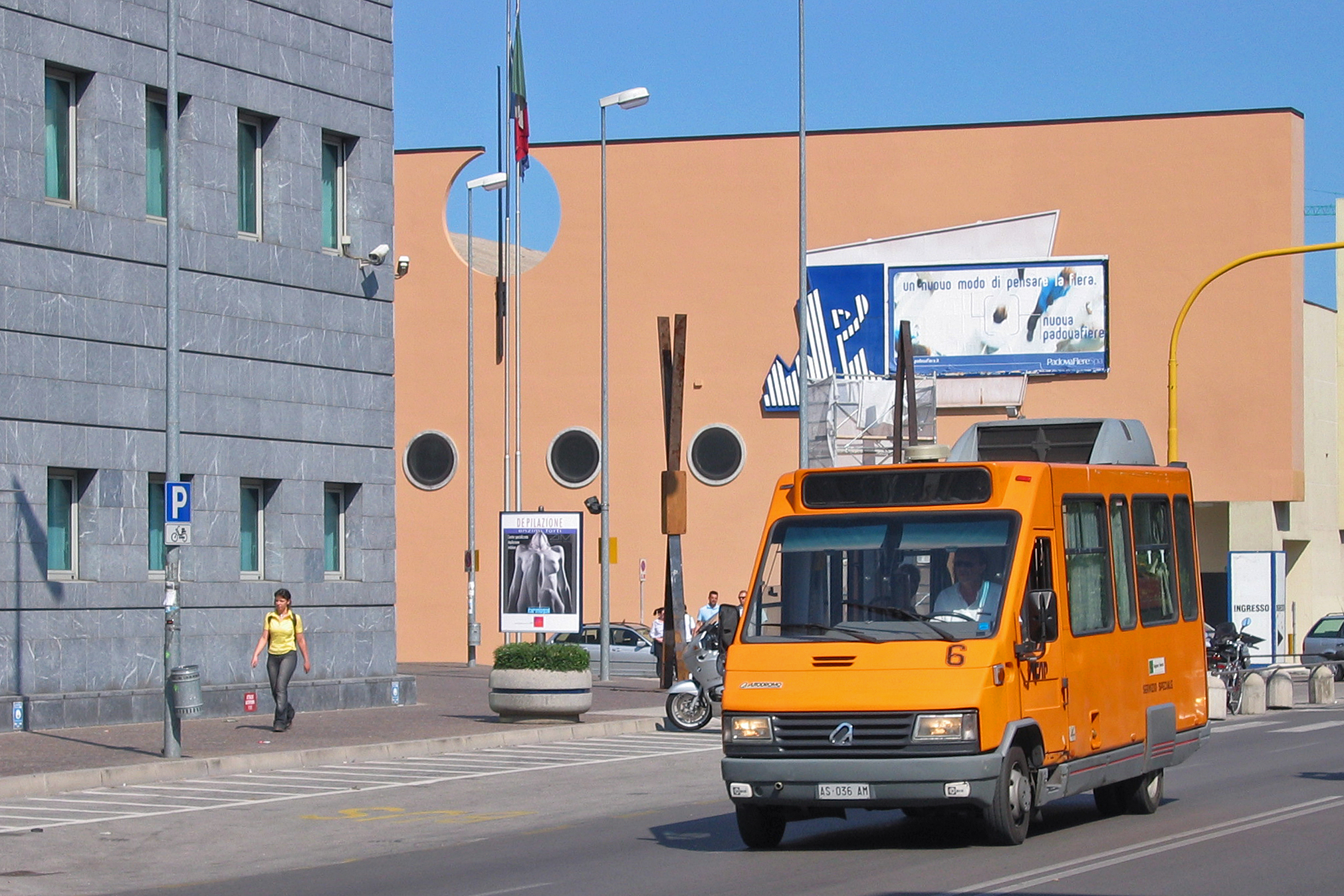
Pollicino New in servizio a Padova

Il CAM 280AU Pollicino è un autobus italiano prodotto dal 1988 al 2002.

## Progetto
Il Pollicino viene progettato verso la fine degli anni '80 dalla Carrozzeria Autodromo di Modena, per inserirsi sul nascente mercato dei microbus urbani derivati da veicoli commerciali leggeri; in quel periodo comparvero infatti i primi casi di utilizzo di questi mezzi su normali itinerari di linea, al di fuori dei servizi speciali.

## Tecnica
Il Pollicino è un microbus urbano derivato da veicoli commerciali leggeri (Fiat Ducato Maxi e Iveco Turbodaily) dei quali riprende la meccanica ed il pianale. In particolare, sono stati utilizzati i motori FIAT 8140.27s da 2.499 cm3 e 104 cv (76 kw) oppure Iveco da 2.800 cm3, erogante 120cv (84 kW). Sono state inoltre prodotte una versione a benzina, denominata "Pollicino Alterego", e un singolo prototipo a trazione elettrica, denominato "Pollicino Eta Beta".
Il Pollicino possiede un pianale a 620 mm da terra, con accessi a 340 mm.
A partire dal 1994 il Pollicino ha subito un restyling, prendendo la denominazione "Pollicino New". I cambiamenti hanno interessato soprattutto i gruppi ottici e il paraurti anteriore.

## Versioni
Ecco un riepilogo delle versioni prodotte:

### CAM Pollicino 35P[2]
- Meccanica: Iveco Daily

- Lunghezza: 6.32 metri
- Allestimento: Urbano
- Alimentazione: Gasolio
- Porte: 2 a libro

### CAM Pollicino 20P[3]
- Meccanica: Fiat Ducato
- Lunghezza: 5.30 metri
- Allestimento: Urbano
- Alimentazione: Gasolio
- Porte: 1 a libro

### CAM Pollicino TH13
- Meccanica: Iveco Daily
- Lunghezza: 6.89 metri
- Allestimento: Urbano
- Alimentazione: Gasolio
- Porte: 1 a libro + 1 a battente

### CAM Pollicino TH11

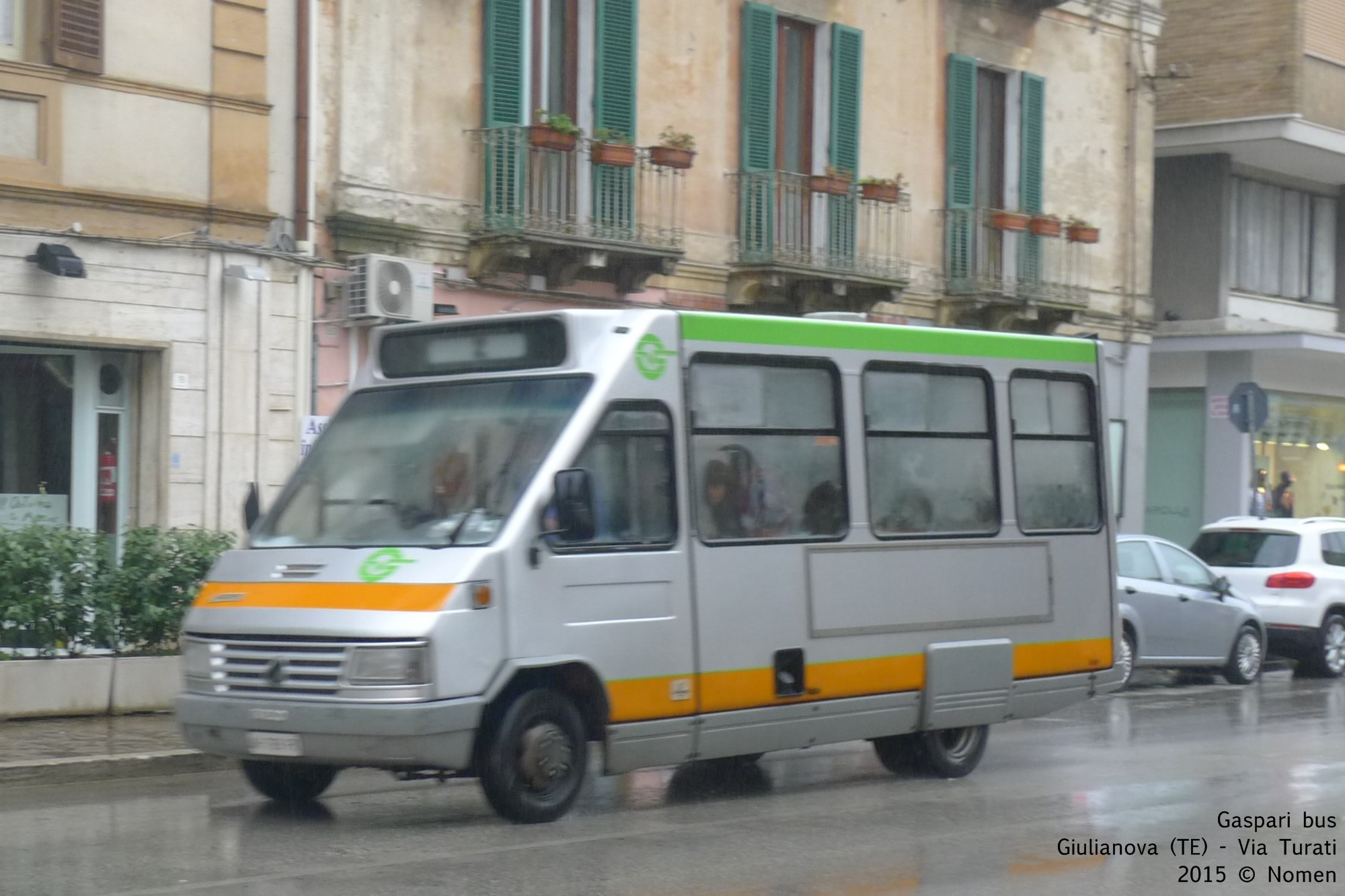
Pollicino 35P in servizio a Giulianova nel 2015

- Meccanica: Fiat Ducato
- Lunghezza: 6.89 metri
- Allestimento: Urbano
- Alimentazione: Gasolio
- Porte: 1 a libro + 1 a battente

### CAM Pollicino Interurbano
- Meccanica: Iveco Daily
- Lunghezza: 7.20 metri
- Allestimento: Interurbano
- Alimentazione: Gasolio
- Porte: 1 o 2, ad espulsione

## Diffusione
Il Pollicino ha circolato soprattutto in Italia, presso diverse aziende tra cui ACT di Como; ANM di Napoli; AMAT di Palermo; AMT di Genova; ATAC e COTRAL di Roma; ATC di Bologna; ATC di La Spezia; ATM di Milano; STP di Brindisi; CTM di Cagliari; LINE di Pavia e Lodi e CSTP di Salerno.
Il Pollicino fu sostituito dal DownTown, autobus di ridotte dimensioni frutto di una collaborazione con l'IVECO disponibile oltre che con la motorizzazione diesel anche a propulsione elettrica.